# Хмеляже (Сілезьке воєводство)
Хмеляже (пол. Chmielarze) — село в Польщі, у гміні Кломниці Ченстоховського повіту Сілезького воєводства.
Населення — 128 осіб (2011).
У 1975-1998 роках село належало до Ченстоховського воєводства.

## Демографія
Демографічна структура станом на 31 березня 2011 року:
|          | Загалом | Допрацездатний вік | Працездатний вік | Постпрацездатний вік |
| -------- | ------- | ------------------ | ---------------- | -------------------- |
| Чоловіки | 65      | 14                 | 39               | 12                   |
| Жінки    | 63      | 10                 | 32               | 21                   |
| Разом    | 128     | 24                 | 71               | 33                   |